# Sérgio Soares
Sérgio Soares, właśc. Sérgio Soares da Silva (ur. 11 stycznia 1967 w São Paulo) – brazylijski piłkarz, grający na pozycji pomocnika lub napastnika, trener piłkarski.

## Kariera piłkarska

### Kariera klubowa
W 1985 rozpoczął karierę piłkarską w Juventus. Potem występował w klubach Al-Hilal, Guarani FC, SE Palmeiras, Kyoto Sanga, Inter de Limeira, Etti Jundiai, São José, Gama, Santo André i Náutico, gdzie zakończył karierę w 2004 roku.

## Kariera trenerska
Karierę szkoleniowca rozpoczął w roku 2004. Trenował kluby: Santo André, Juventus, Grêmio Barueri, Ponte Preta, São Caetano, Paraná Clube, Athletico Paranaense, Cerezo Osaka, Avaí FC, Ceará i EC Bahia.

## Sukcesy i odznaczenia

### Sukcesy piłkarskie
Palmeiras
- mistrz Campeonato Paulista: 1996

Santo André
- zdobywca Copa do Brasil: 2004

### Sukcesy trenerskie
Ceará
- mistrz Campeonato Cearense: 2014